# Dário Essugo
Dário Cassia Luís Essugo, mais conhecido como Dário (Odivelas, 14 de março de 2005), é um futebolista português que atua como médio. É jogador do Chelsea.
Estreou-se na primeira liga portuguesa em 20 de março de 2021 na vitória contra o Vitória de Guimarães.
Estreou-se na liga dos campeões em 7 de dezembro de 2021 na derrota contra o Ajax.

## Recordes
No dia 7 de dezembro de 2021, tornou-se no o mais jovem jogador de Portugal a representar o Sporting na Liga dos Campeões e o mais jovem português a jogar na liga dos campeões com 16 anos 8 meses e 6 dias
No dia 5 de março de 2022 bateu o recorde de Luís Figo de se tornar o jogador mais jovem a ser titular na liga portuguesa com 16 anos 11 meses e 357 dias.

## Títulos

### Base do Sporting
Nacional Juniores C 2018—2019

### Seleção Base
Concacaf sub-15 2019

### Sporting
Campeonato português 2020—2021 , 2023-2024